# Herbertus elliottii
Herbertus elliottii là một loài rêu tản trong họ Herbertaceae. Loài này được (Spruce) Fulford miêu tả khoa học lần đầu tiên năm 1987.